# Interactive Digital Center
Pour les articles homonymes, voir IDC.
 (mars 2023).
Si vous disposez d'ouvrages ou d'articles de référence ou si vous connaissez des sites web de qualité traitant du thème abordé ici, merci de compléter l'article en donnant les références utiles à sa vérifiabilité et en les liant à la section « Notes et références ».
Interactive Digital Center (IDC) est un réseau de Centres de réalité virtuelle créé par EON Reality, visant à promouvoir les technologies logicielles et matérielles de réalité virtuelle, notamment de visualisation immersive et d'applications 3D interactives et de réalité augmentée.
Au 1er janvier 2011, ce réseau comptait 19 centres, dont 4 en Amérique du Nord, 11 en Europe, 3 en Asie et 1 en Amérique du Sud. Début 2020, un centre digital interactif ouvre à l'université Mohammed VI Polytechnique (UM6P) de Ben Guerir.